# Ilijodor Ivanovič Pomerancev
Ilijodor Ivanovič Pomerancev [ilijodór ivánovič pomeráncev] (rusko Иллиодо́р Ива́нович Помера́нцев), ruski astronom, geodet in general, * 29. avgust (17. avgust, ruski koledar) 1847, Orlovska gubernija, Ruski imperij (sedaj Rusija), † 1. maj 1921, Petrograd, Sovjetska zveza (sedaj Sankt Peterburg, Rusija).
Pomerancev je leta 1867 diplomiral na Konstantinovskem zemljiškem inštitutu v Moskvi. Leta 1869 je končal Vojaško topografsko šolo.
Med letoma 1880 in 1888 je bil predstojnik Taškentskega fizikalnega in astronomskega observatorija.